# 大阪水上バス

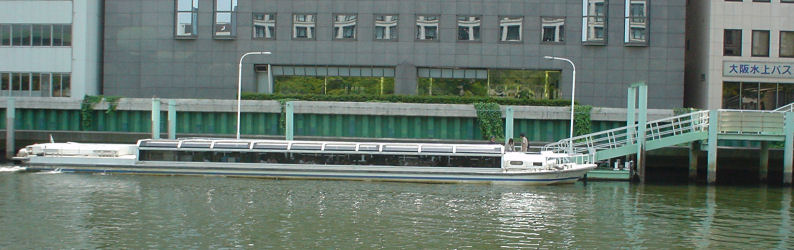
アクアライナー

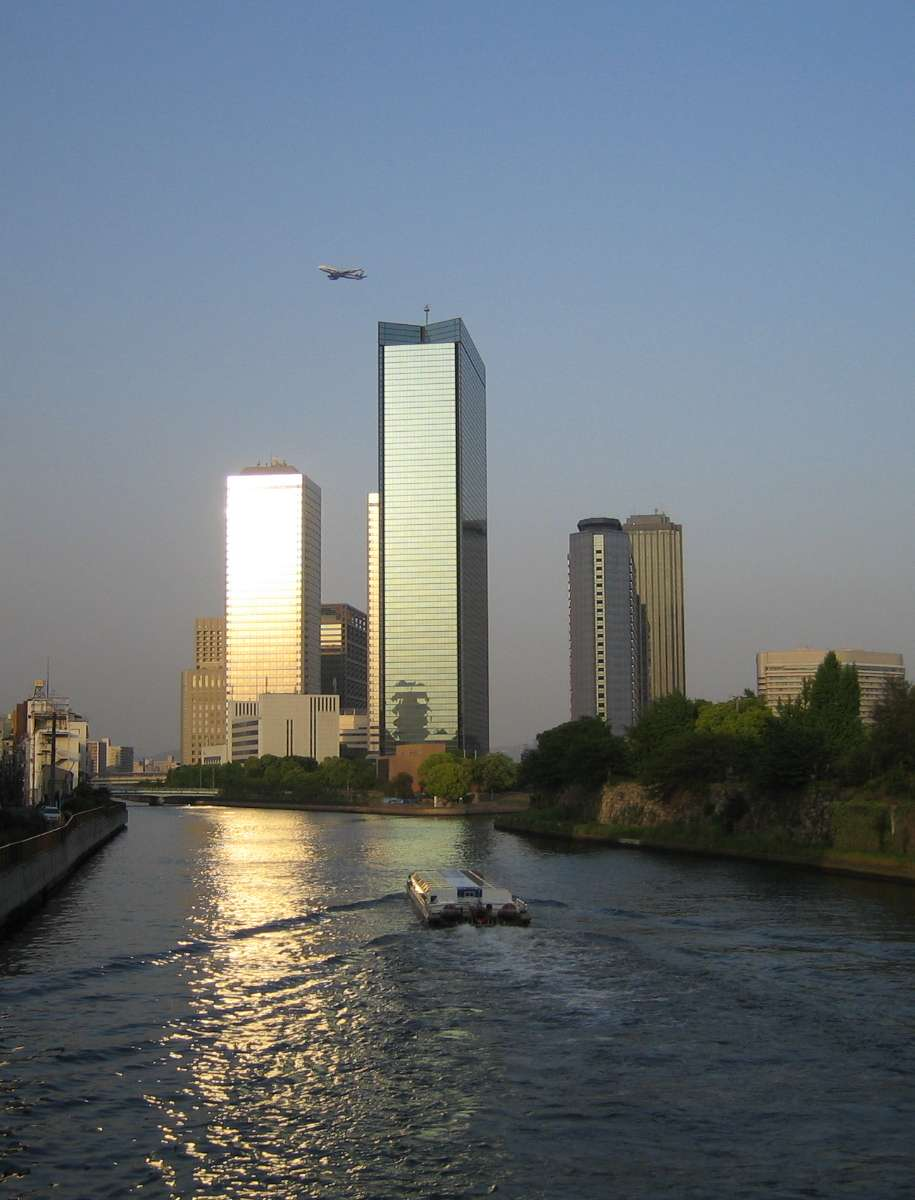
大阪城港へ向かうアクアライナー

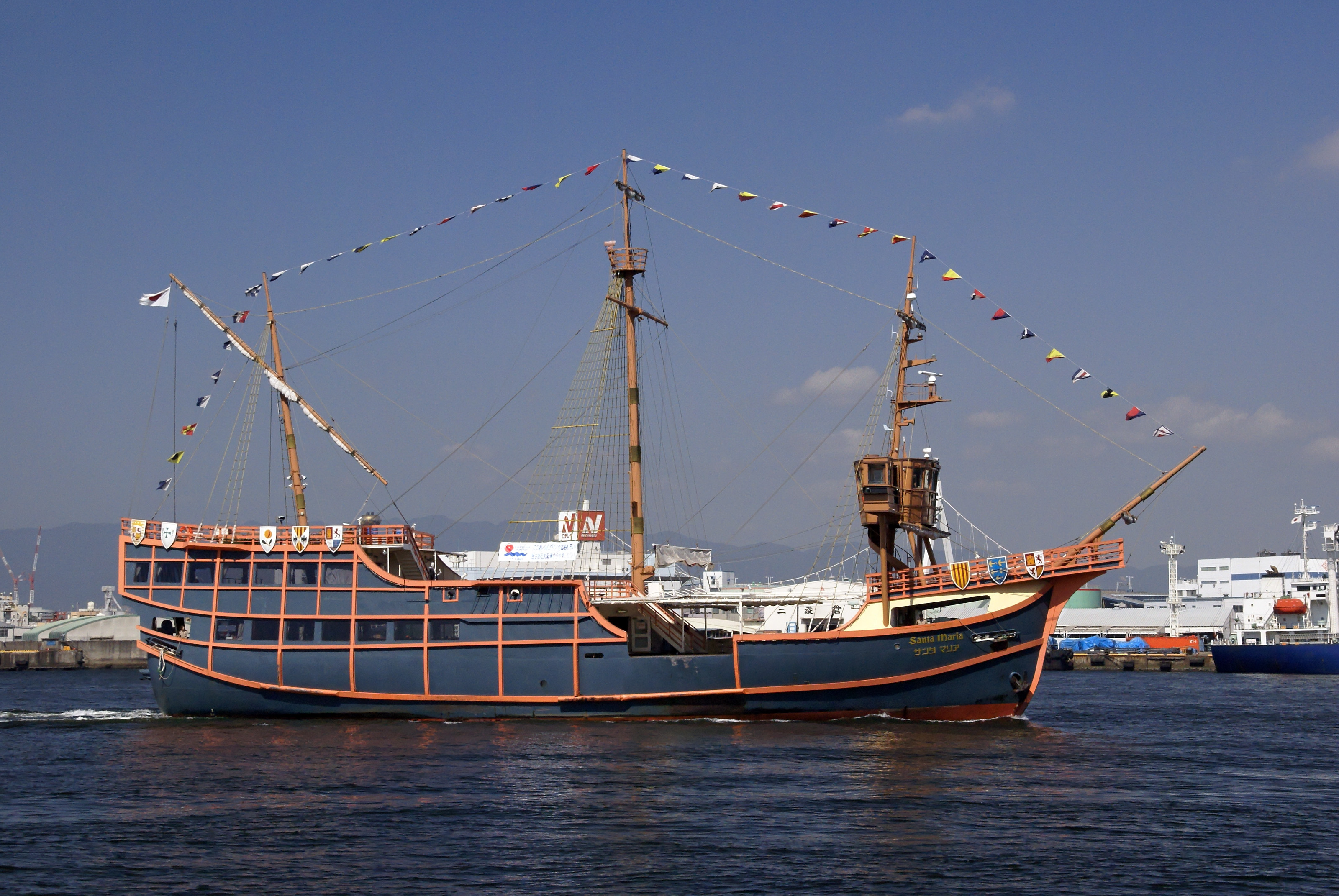
サンタマリア（海遊館沖）

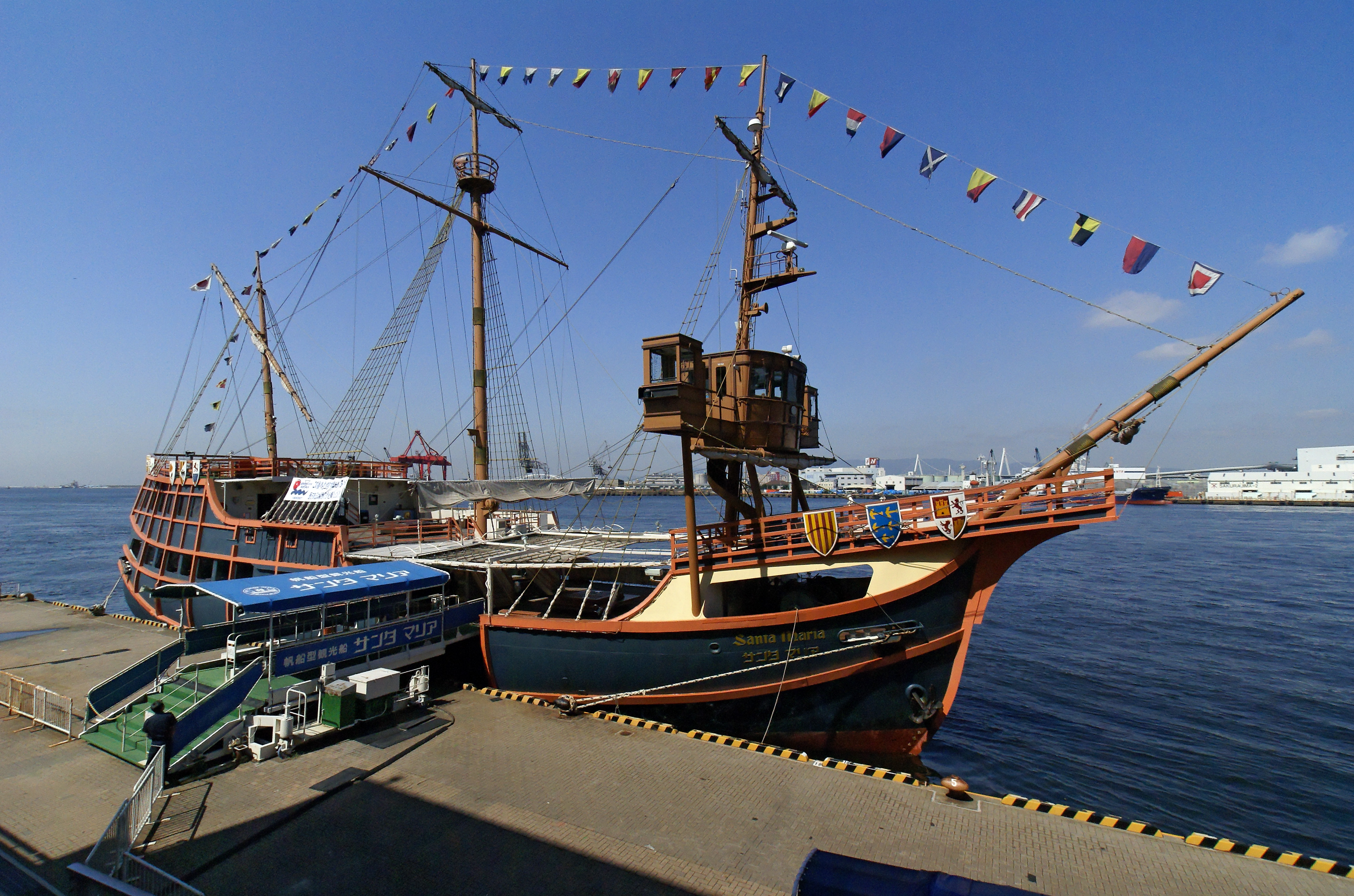
接岸中のサンタマリア（大阪港・天保山西岸壁）

大阪水上バス株式会社（おおさかすいじょうバス、英: OSAKA AQUA BUS LTD.）は、大阪府大阪市中央区に本社を置く京阪グループの企業。「アクアライナー」「サンタマリア」などの遊覧船を運航している。

## 概要
1983年、大阪城築城400年祭に際して創業し、朝夕は通勤船、日中は観光用の遊覧船とした水上バス「アクアライナー」が運航開始した。旧淀川を航行する通勤船としては1934年以来、遊覧船としては1966年以来の復活であった（その後、通勤船航路は2005年6月23日限りで運航休止となっている）。
その後、1990年に大阪港を周遊する遊覧船「サンタマリア」が就航。このほか「水都号 アクアmini」や、グルメ・ミュージック船「ひまわり」も就航している。

## 航路

### アクアライナー
アクアライナーは、大阪市内の大川（旧淀川）を周遊する水上バス型観光船。なお、「アクアライナー」は船名ではなく、同社が運航する水上バス型観光船の総称および航路名である。
定期運航
開業当初は、中之島を1周するコースを予定していたが、開業前の試験運航のさいに水晶橋で船体上部のガラスを割る事故を2回起こしたことや、大江橋や淀屋橋など桁下が極端に低い橋の存在もあり、現在とほぼ同じコースに変更された。しかし、小型船を使用して中之島を1周するコースも設定されることがあり、2007年3月下旬には道頓堀川をめぐるコースなどが就航している。
- アクアライナー
  - 大阪城港→天満橋港→淀屋橋港→OAP港→大阪城港→（循環路線、1周約60分）
    - どの港から乗っても一周して元の港に帰着できるほか、途中の港で降りることもできる。
    - 原則として毎日、日中に運航される（以前は春から夏は日没後も運航していた）。なお、桜之宮公園の花見シーズンには増発される。
- 水都号 アクアmini
  - 主に土・日・祝日の日中に、大阪城～道頓堀航路に就航。

貸切運航・臨時運航
過去には、団体専用で臨時に毛馬閘門から淀川を周回するコースがあったが、現在は運航の設定は無い（アクアライナーおよび水都号 アクアminiが臨時運航として毛馬閘門を経由して淀川を枚方まで運航される事などがある）。
「水都号 アクアmini」は、定期運航されない日（主に平日）は貸切船として使用される。小型の船のため従来のアクアライナーでは行けなかった河川への臨時運航にも用いられている。（平野川、寝屋川など）

### サンタマリア
サンタマリアは天保山ハーバービレッジの天保山西岸壁（海遊館西はとば、海遊館の海側） を発着し、大阪港内を周遊する帆船型観光船（レストラン船）である。
1990年6月1日に就航。外観は。大航海時代において最初にアメリカ海域へ到達したコロンブスの「サンタ・マリア号」を200%の縮尺で再現している。
デイクルーズのほか、60分のトワイライトクルーズを運航している。
定期運航
- 運航スケジュール
  - デイクルーズ - 11：00から16：00の間、60分毎の出港 
    - 12〜2月 - 平日11:00発は運休　(12/22〜25は始発と終発の時間変更ならびに12/31は終日運休）
    - 3月 - 土日祝日17:00発が増発
    - 4〜7月 - 毎日17:00発が増発
    - 8月 - 毎日17:00発と18:00発が増発
    - 9月 - 毎日17:00発が増発
    - 10月 - 上記通り
    - 11月 - 土日祝日は17:00発が増発

  - トワイライトクルーズ - 
    - 4月末〜6月 - 18:30～19:30　土日祝日のみ運航
    - 7,8月 - 19:00～20:00　7月中旬ごろまで土日祝日のみ運航、7月下旬～8月末までは毎日運航
    - 9月 - 18:30～19:30　土日祝日のみ運航
    - 10月 - 17:30～18:30　土日祝日のみ運航

- 運休日 - 1月第2月曜日の翌日(成人の日の翌日)から2月の初旬頃、海遊館休館日
- 乗り場への交通アクセス - 大阪市高速電気軌道中央線 大阪港駅から徒歩5分。

## 船舶
- アクアライナー
  - なにわ2号
  - なにわ3号
  - なにわ5号

上記3船の諸元
- 総トン数 - 35.0トン
- 全長 - 28.5m
- 全幅 - 4.9m
- 水面上最大高さ - 2.3m
- 吃水 - 0.8m
- 主機出力 - 250馬力×2基
- 推進方式 - ウォータージェット推進
- 航海速力 - 10ノット
- 旅客定員 - 108名
- 杢兵衛造船所（大津市堅田）で建造。

- 水都号 アクアmini
  - 水都号 アクアmini 1号
  - 水都号 アクアmini 2号
- サンタマリア
  - 総トン数 - 566トン
  - 主機出力 - 2,000馬力×2基
  - 航海速力 - 12.0ノット
  - 旅客定員 - 791名（ナイトクルーズは315名）

- ひまわり
  - 総トン数 - 54.0トン
  - 全長 - 30.0m
  - 旅客定員 - 100名

1998年3月15日就航、貸切クルーズに対応、船内の飲食は帝国ホテル大阪が担当している。
- アクアCielo - 総トン数20.0t。元は中之島周遊コース用に建造された「ぷらってい（アクアライナー）」2007年4月に引退、翌月売却されたが、2020年3月買い戻されリニュアル。屋根がスライドしてオープンになる観光船「アクアCielo」として復活[2]。

### 引退した船舶
- なにわ1号（アクアライナー） - 琵琶湖汽船が建造し大阪水上バスにリースされたが、建造費用が「琵琶湖総合開発」による代替船[3]として国から支出された事から国会で問題になった。このため琵琶湖汽船はリース契約を打ち切り、なにわ1号を琵琶湖に戻したが、元々大川（旧淀川）用に建造された船体であり、琵琶湖では他船より遅いうえ船体が薄く（喫水が浅く）造られていたため横波に弱いなどの特性があった。現在は廃船になっている。

## 沿革
- 1983年
  - 8月11日 - 大阪水上バス設立。
  - 10月1日 - 営業開始。
- 1985年10月23日 - 大阪城港営業所（レストハウス）新設。
- 1987年10月23日 - 「ぷらってぃ」就航。
- 1988年3月17日 - 淀屋橋港営業所新設、営業開始。
- 1990年6月1日 - 大阪港周遊観光船「サンタマリア」就航。
- 1996年3月15日 - OAP港営業所新設、営業開始。
- 1998年3月15日 - 「ひまわり」就航。
- 2000年11月1日 - 子会社海上バス設立。
- 2002年9月30日 - 子会社海上バス解散。
- 2005年6月27日 - アクアライナー「通勤船」運航休止。
- 2007年
  - 3月25日 - 「アクアmini」就航。
  - 5月20日 - 「ぷらってぃ」売却。
- 2008年3月29日 - 八軒家浜船着場使用開始。
- 2011年[4]
  - 7月24日 - 天満橋港「川の駅はちけんや」に交流拠点『にぎわいXing(クロッシング)』がオープン。
  - 9月19日 - 淀屋橋港にカフェ&バル「miobar(ミオパル)」がオープン。
- 2016年3月26日 - アクアライナー1隻をリニュアル。
- 2017年[5]
  - 6月26日 - 「サンタマリア」がトリップアドバイザーの「2017年エクセレント認証」に認定。
  - 9月1日 - アクアライナーを改装したアート観光船「ハネダポップライナー」運航開始。
  - 9月10日 - 天満橋・八軒家浜と枚方を結ぶ観光船「淀川浪漫紀行」を運航開始。

## エピソード
阪神・淡路大震災に伴う運航
- 1995年1月17日に発生した阪神・淡路大震災により阪神間の公共交通機関が壊滅的な打撃をうけたため、「サンタマリア」が同年1月21日から同月28日まで1日1往復・1月29日から2月26日まで1日2往復神戸港(神戸ハーバーランド・高浜岸壁)～大阪港（天保山西岸壁）間を海上代替輸送に使用された。

## ギャラリー
アクアライナーの臨時運航の様子。
- 凡例
  - (A) - アクアライナー
  - (Am) - 水都号 アクアmini

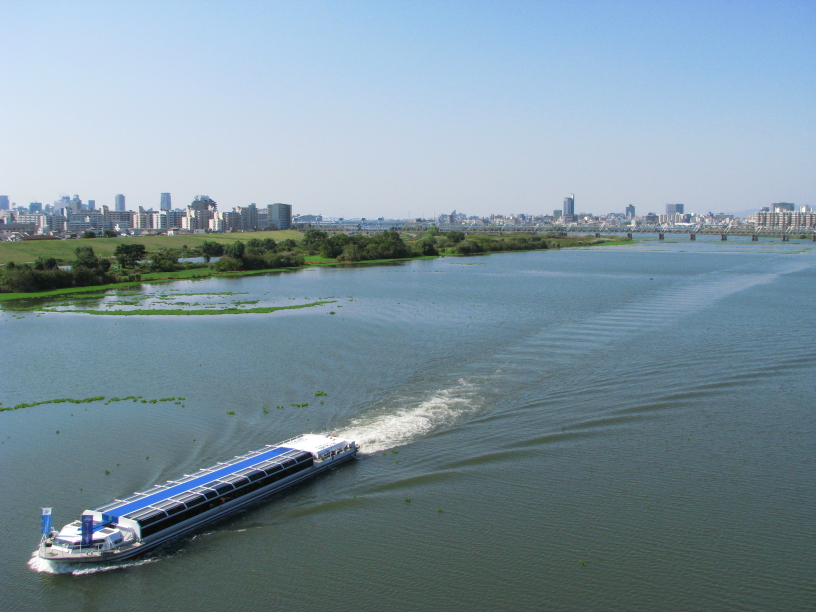
(A)淀川本流にて（枚方方面へ航行中）
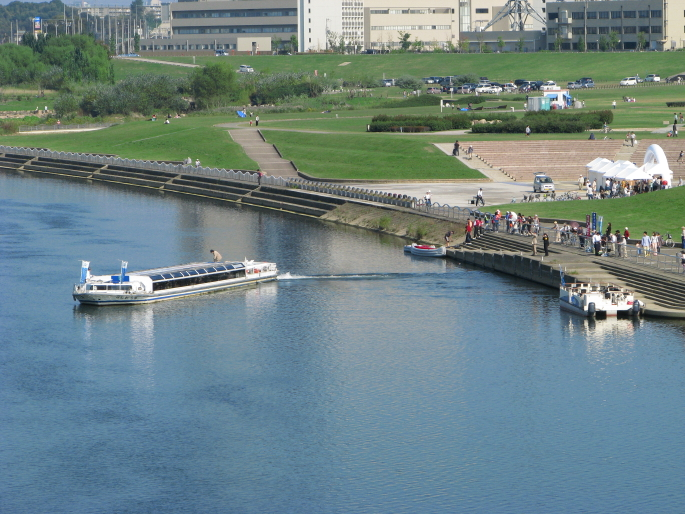
(A)枚方船着場から出港 / (Am)停泊中
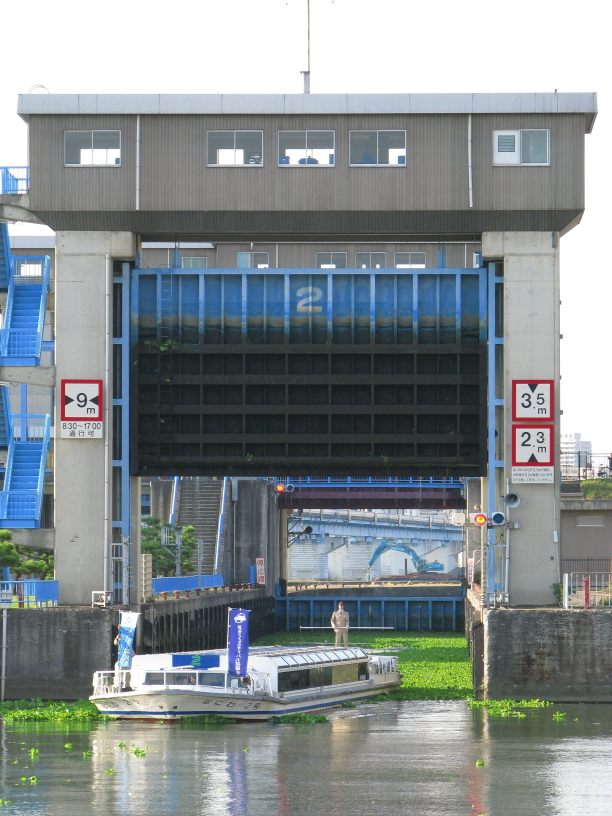
(A)毛馬閘門から大川（旧淀川）へ
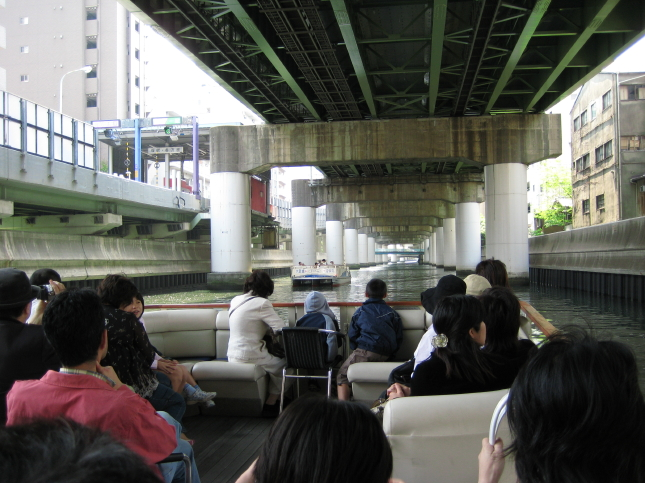
(Am)東横堀川にて
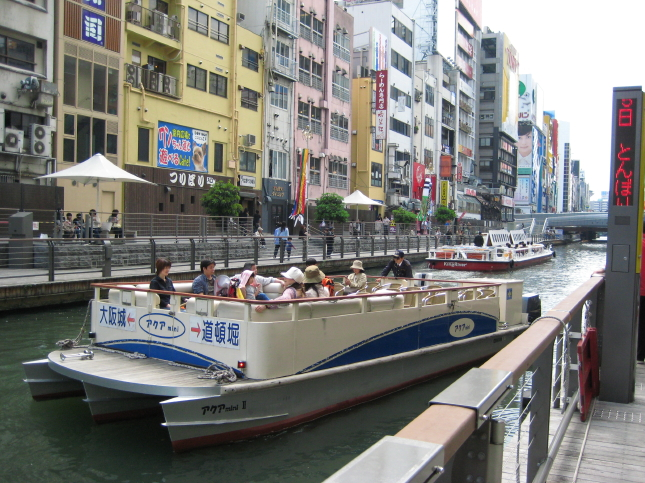
(Am)道頓堀川にて
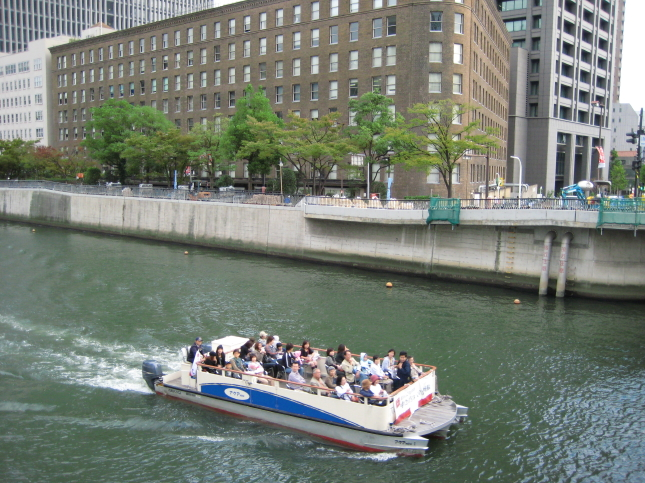
(Am)堂島川にて
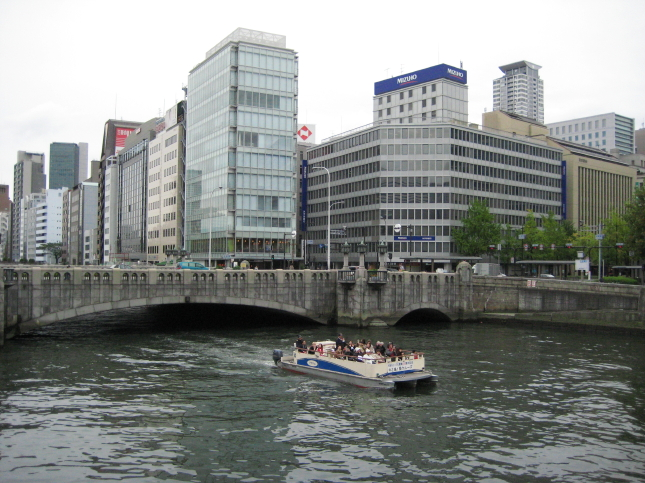
(Am)土佐堀川にて
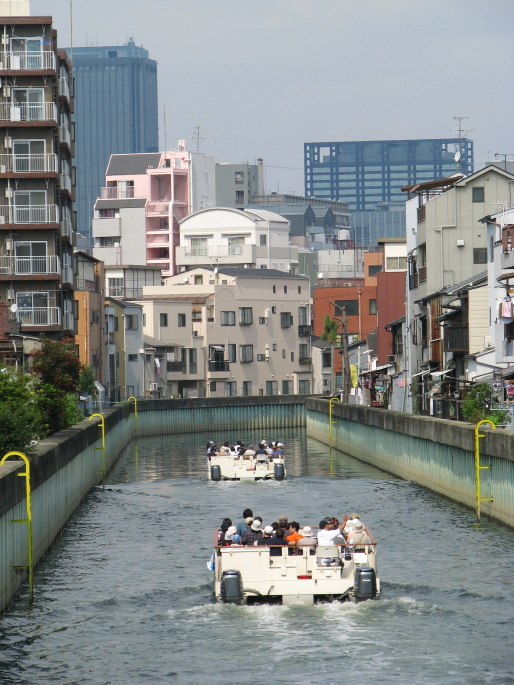
(Am)平野川にて
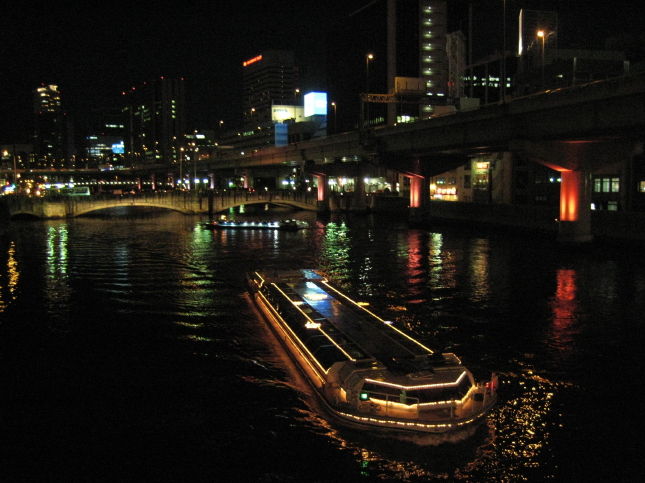
(A)堂島川にて（イルミネーションクルーズ）
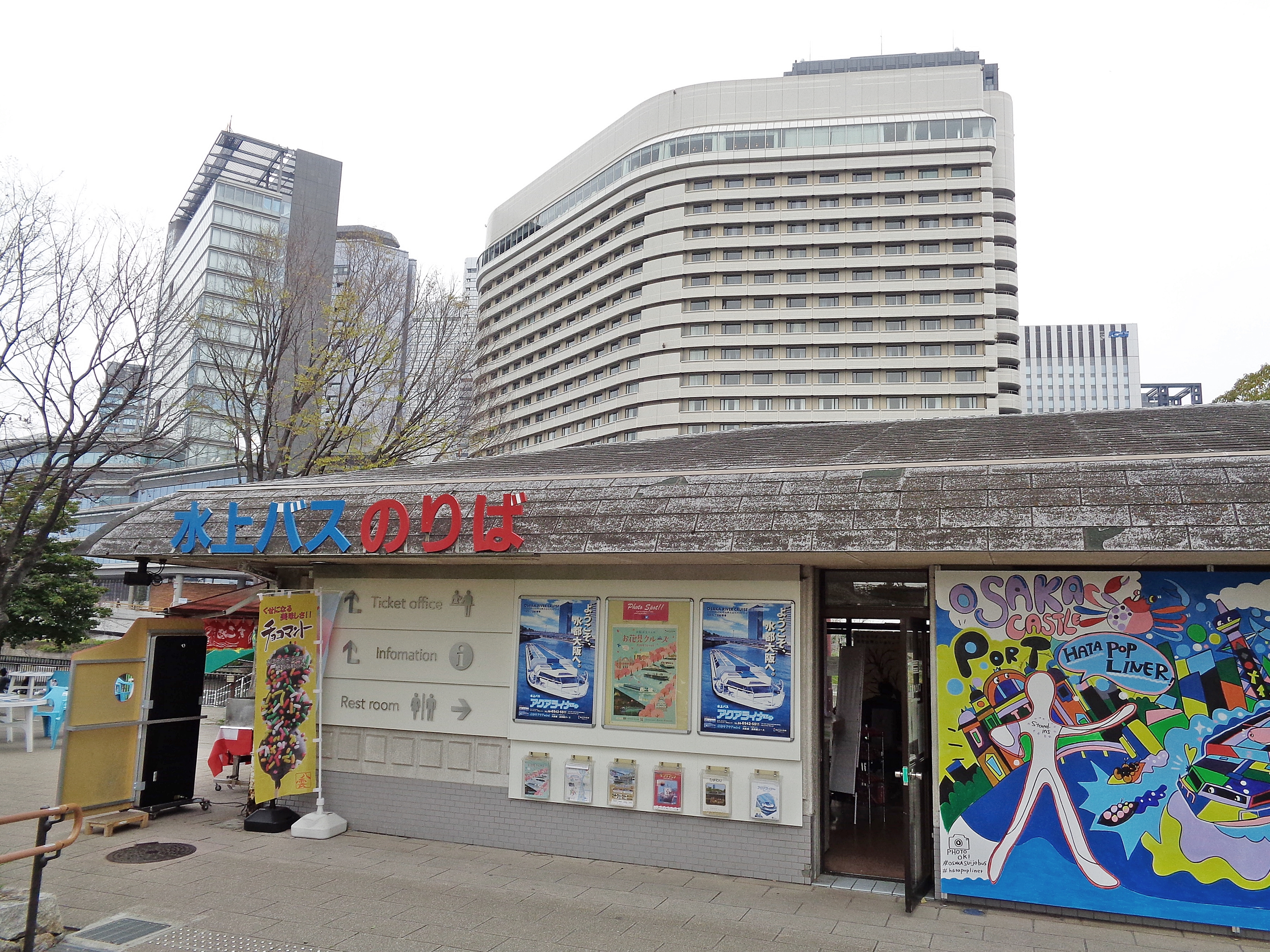
大阪城港ターミナル